# Koripallon miesten SM-sarjakausi 1969-1970
La Koripallon miesten SM-sarjakausi 1969-1970 è stata la 30ª edizione del massimo campionato finlandese di pallacanestro maschile. La vittoria finale è stata ad appannaggio del Tapion Honka.

## Risultati

### Stagione regolare
|     | Squadra              | G  | V  | P  | PF   | PS   | Pt. | Qualificazione |
| --- | -------------------- | -- | -- | -- | ---- | ---- | --- | -------------- |
| 1.  | Hels. Kisa-Toverit   | 18 | 17 | 1  | 1628 | 1270 | 34  | girone finale  |
| 2.  | Tapion Honka         | 18 | 16 | 2  | 1649 | 1257 | 32  | girone finale  |
| 3.  | Pantterit            | 18 | 11 | 7  | 1422 | 1438 | 22  | girone finale  |
| 4.  | KTP-Basket           | 18 | 10 | 8  | 1442 | 1422 | 20  | girone finale  |
| 5.  | Karkkilan Urheilijat | 18 | 10 | 8  | 1495 | 1461 | 20  |                |
| 6.  | Helsingin NMKY       | 18 | 7  | 11 | 1429 | 1421 | 14  |                |
| 7.  | ToPo Helsinki        | 18 | 6  | 12 | 1245 | 1283 | 12  |                |
| 8.  | Turun Riento         | 18 | 6  | 12 | 1269 | 1386 | 12  |                |
| 9.  | Tampereen Pyrintö    | 18 | 5  | 13 | 1088 | 1350 | 10  | retrocesse     |
| 10. | Joensuun Kataja      | 18 | 2  | 16 | 1247 | 1566 | 4   | retrocesse     |

### Girone finale
|    | Squadra            | G | V | P | PF  | PS  | Pt. |
| -- | ------------------ | - | - | - | --- | --- | --- |
| 1. | Tapion Honka       | 6 | 6 | 0 | 582 | 447 | 12  |
| 2. | Hels. Kisa-Toverit | 6 | 3 | 3 | 537 | 449 | 6   |
| 3. | KTP-Basket         | 6 | 3 | 3 | 474 | 518 | 6   |
| 4. | Pantterit          | 6 | 0 | 6 | 428 | 607 | 0   |

| Koripallon miesten SM-sarjakausi 1969-1970 |
| ------------------------------------------ |
| Tapion Honka 3º titolo                     |

## Formazione vincitrice
| N° | Naz.                 | Ruolo | Sportivo        |  | Alt. |  |
| -- | -------------------- | ----- | --------------- |  | ---- |  |
|    | Finlandia (bandiera) |       | Rauno Ailus     |  |      |  |
|    | Finlandia (bandiera) |       | Jyrki Immonen   |  |      |  |
|    | Finlandia (bandiera) |       | Jussi Keto      |  |      |  |
|    | Finlandia (bandiera) |       | Heikki Kokko    |  |      |  |
|    | Finlandia (bandiera) |       | Kari Lahti      |  |      |  |
|    | Finlandia (bandiera) |       | Klaus Mahlamäki |  |      |  |
|    | Finlandia (bandiera) | C     | Uolevi Manninen |  | 202  |  |
|    | Finlandia (bandiera) |       | Mauno Pennanen  |  |      |  |
|    | Finlandia (bandiera) |       | Kari Rönnholm   |  |      |  |
|    | Finlandia (bandiera) |       | Jaakko Stillman |  |      |  |
|    | Finlandia (bandiera) |       | Erkki Turunen   |  |      |  |
|    | Finlandia (bandiera) | All.  |                 |  |      |  |